# This Isn’t Twilight: The XXX Parody
This Isn't Twilight: The XXX Parody ist eine US-amerikanische Spielfilm-Porno-Parodie auf den US-amerikanischen Hollywood-Film Twilight – Bis(s) zum Morgengrauen mit der Darstellerin Jenna Haze als "Bella" in der Hauptrolle.

## Handlung
Der Film nimmt durch die Verwendung der gleichen Charakternamen und die Konzentration auf einige Handlungsteile Bezug auf das Original. Er enthält aufgrund des Spielfilm-Charakters nur vier Sex-Szenen. Wie im Original verliebt sich ein Mensch (Bella) in einen Vampir (Edward), was dessen Eltern nicht gut finden. 

## Fortsetzungen
Vergleichbar mit den Fortsetzungen des Originals, wurden auch von der Porno-Parodie folgende Fortsetzungen gedreht:
- This Isn't The Twilight Saga: New Moon (2010), mit Alex Gonz, Ami Emerson, Amy Brooke, Chris Johnson, Jay Lassiter, Jenna Haze, Madison James, Ruby Knox, Seth Gamble.
- This Isn't The Twilight Saga: Eclipse (2010), mit Audrey Hollander, Brynn Tyler, Chris Johnson, Diem Moore, Jenna Haze, Jenner, Marco Rivera, Otto Bauer, Talon.
- This Isn't The Twilight Saga - Breaking Dawn (The XXX Parody), 2011, mit Bill Bailey, Chris Johnson, Dani Jensen, Daniel Hunter, Gracie Glam, Kelly Klass, Keni Styles, Rocco Reed, Vicki Chase.
- This Isn't The Twilight Saga - Breaking Dawn 2 (The XXX Parody), 2011, mit Capri Anderson, Chris Johnson, Dani Jensen, Dillion Harper, Hope Howell, Keni Styles, Talon, Tommy Hawke.